# Kon-Boot
Kon-Boot is software voor gebruikers om het wachtwoord te kunnen omzeilen in Microsoft Windows en Apple macOS-besturingssystemen (Linux-ondersteuning is op dit moment ingetrokken). Toch brengt het programma geen voortdurende wijzigingen aan in het systeem waarop het gebruikt werd. Bovendien is het systeem het eerste gereedschap ter wereld dat live (online) wachtwoorden in Microsoft Windows 11 / Microsoft Windows 10-systemen makkelijk kan omzeilen en tegelijkertijd Windows en macOS ondersteunt.

## Geschiedenis
Kon-Boot werd oorspronkelijk gemaakt als een kosteloos prototype-gereedschap voor gebruikers die hun wachtwoord niet kunnen onthouden. Het hoofdidee van het programma was om de gebruikers toegang tot de computer te geven zonder het wachtwoord te kennen en/of hoeven te onthouden en zonder permanente wijzigingen in het doelbesturingssysteem aan te brengen.
De eerste editie van Kon-Boot werd in 2008 gepresenteerd op de DailyDave-mailinglijst. Deze versie (1.0) was kosteloos en gaf gebruikers toegang tot Linux-systemen zonder het wachtwoord te kennen.
De versie van 2009 maakte het mogelijk om wachtwoorden te omzeilen en in te loggen op Windows-systemen zonder het wachtwoord te kennen, van Windows XP tot Windows 7. Deze versie werd later verkrijgbaar als freeware.
Versie 3.1 maakt het mogelijk om wachtwoorden te omzeilen op de volgende besturingssystemen:
| Ondersteunde Microsoft Windows Besturingssystemen                                              | Ondersteunde Apple macOS / OS X Besturingssystemen |
| ---------------------------------------------------------------------------------------------- | -------------------------------------------------- |
| Microsoft Windows XP                                                                           | Apple OS X 10.6                                    |
| Microsoft Windows Vista Home Basic 32Bit/64Bit                                                 | Apple OS X 10.7                                    |
| Microsoft Windows Vista Home Premium 32Bit/64Bit                                               | Apple OS X 10.8                                    |
| Microsoft Windows Vista Business 32Bit/64Bit                                                   | Apple OS X 10.9                                    |
| Microsoft Windows Vista Enterprise 32Bit/64Bit                                                 | Apple OS X 10.10                                   |
| Microsoft Windows Server 2003 Standard 32Bit/64Bit                                             | Apple OS X 10.11                                   |
| Microsoft Windows Server 2003 Datacenter 32Bit/64Bit                                           | Apple macOS Sierra (10.12)                         |
| Microsoft Windows Server 2003 Enterprise 32Bit/64Bit                                           | Apple macOS High Sierra (10.13)                    |
| Microsoft Windows Server 2003 Web Edition 32Bit/64Bit                                          | Apple macOS Mojave (10.14)                         |
| Microsoft Windows Server 2008 Standard 32Bit/64Bit                                             | Apple macOS Catalina (10.15)                       |
| Microsoft Windows Server 2008 Datacenter 32Bit/64Bit                                           | Apple macOS Big Sur 11                             |
| Microsoft Windows Server 2008 Enterprise 32Bit/64Bit                                           | Apple macOS Monterey 12                            |
| Microsoft Windows 7 Home Premium 32Bit/64Bit                                                   | Apple macOS Ventura (13)                           |
| Microsoft Windows 7 Professional 32Bit/64Bit                                                   | Apple macOS Sonoma (14)                            |
| Microsoft Windows 7 Ultimate 32Bit/64Bit                                                       |                                                    |
| Microsoft Windows 8 and 8.1 all versions (32Bit/64Bit -- includes live/online password bypass) |                                                    |
| Microsoft Windows 10 all versions (32Bit/64Bit -- includes live/online password bypass)        |                                                    |
| Microsoft Windows 11 all versions (64Bit -- includes live/online password bypass)              |                                                    |

## Technologie
Tijdens het opstarten modificeert Kon-Boot de kernel van het besturingssysteem en wijzigt tijdelijk de code die verantwoordelijk voor gebruikersautorisatie is. Al deze wijzigingen worden aangebracht in het virtuele geheugen en verdwijnen op het moment dat de computer opnieuw is ingesteld. In vergelijking met andere gereedschappen, bijvoorbeeld CHNTPW, worden er geen wijzigingen aangebracht door Kon-Boot in de SAM-database of in andere systeembestanden.

## Beperkingen en preventie
Om de gegevens te beschermen tegen het gebruik van Kon-Boot-programma's, moet er  hardeschijfversleuteling gebruikt worden (bijv. software FileVault, BitLocker, TrueCrypt, VeraCrypt) omdat het Kon-Boot-gereedschap niet samen met gelijksoortige oplossingen werkt. Het BIOS-wachtwoord en het inschakelen van SecureBoot in het BIOS is een andere goede preventieve methode.